# Bryoxiphium
Bryoxiphium là chi rêu duy nhất thuộc họ Bryoxiphiaceae.

## Các loài
Chi này có các loài sau (tuy nhiên danh sách này có thể chưa đủ):
- Bryoxiphium madeirense A. Löve & D. Löve
- Bryoxiphium mexicanum
- Bryoxiphium norvegicum (Bridel) Mitten